# Prosoplus metallicus
Prosoplus metallicus är en skalbaggsart som beskrevs av Maurice Pic 1935. Prosoplus metallicus ingår i släktet Prosoplus och familjen långhorningar. Inga underarter finns listade i Catalogue of Life.